# Perrie Mans
Pierre «Perrie» Mans (Sudáfrica, 14 de octubre de 1940-13 de septiembre de 2023) fue un jugador de snooker sudafricano.

## Biografía
Nació en Sudáfrica en 1940. Fue jugador profesional de snooker entre 1961 y 1987. Se proclamó campeón del Masters de 1979, en cuya final derrotó (8-4) a Alex Higgins, y fue también subcampeón del Campeonato Mundial de Snooker de 1978, en cuyo partido decisivo se vio superado por Ray Reardon (25-18). Además del título de Masters, fue también campeón del Campeonato Profesional de Sudáfrica en veinte ocasiones y de Pot Black (1977), entre otros. No logró hilar ninguna tacada máxima. Falleció el 13 de septiembre de 2023.